# Ланчуг
Ланчуг (мађ. Lánycsók) је село у Мађарској, у јужном делу државе. Село управо припада Мохачком срезу Барањске жупаније, са седиштем у Печују.

## Природне одлике
Насеље Ланчуг налази у јужном делу Мађарске. Најближи већи град је Мохач.
Историјски гледано, село припада мађарском делу Барање. Подручје око насеља је равничарско (Панонска низија), приближне надморске висине око 100 м. Западно од насеља се издиже Виљанско горје. Око насеља нема већих водотока, а даље ка истоку протиче Дунав.

## Становништво
Према подацима из 2013. године Ланчуг је имао 2.426 становника. Последњих година број становника стагнира.
Претежно становништво у насељу чине Мађари римокатоличке вероисповести, а мањине су Немци (око 15%).
Село је је некада имало бројну српску мањину (1910. око 170 житеља) и православну цркву, која је срушена после исељавања месних Срба.

### Попис1910.
| Ланчуг | Ланчуг |
| --- | --- |
| Језик | Вера |
| укупно: 2.405 Немачки 1.490 (61,95%) Мађарски 694 (28,85%) Српски 170 (7,06%) Хрватски 41 (1,70%) Словачки 1 (0,04%) остали 9 (0,37%) | <div style="border:solid transparent;position:absolute;width:100px;line-height:0;<div style="border:solid transparent;position:absolute;width:100px;line-height:0;<div style="border:solid transparent;position:absolute;width:100px;line-height:0; укупно: 2.405 Римокатол. 2.224 (92,47%) Православци 174 (7,23%) Јевреји 7 (0,29%) - (-%) |

## Срби у Ланчугу
Срби су у насељу присутни још од средњег века, али је њихов број посебно нарастао после Велике сеобе. По Бачкој се среће презиме „Ланчушки” (као у Сивцу), које сугерише на старо порекло из тог места.
Било је 1731. године у Ланчугу 40 православних домова. Помиње се 1735. године поп Иван из Ланчуга, међу исповеђеним поповима при манастиру Грабовцу. У том селу се 1735. године исповедило 110 православних Хришћана. Наводе се породице ланчушке те године: Бијелић, Живков, Комадина, Теодоров, Шеврљуга, Ћурчић, Чакмак, Лукић, Путник, Вуков, Ратков, Вујан, Благојев, Павловић, Мали, Кесуклија, Зделар, Парлијић, Белић, Паунов, Чичајко, Јуришин, Томић, Филиповић, Вукосављев, Пенић, Секеруш, Зделарев, Плавчић, Милошевић и други. Године 1796. записано је у месту 279 душа, а век касније 1890. године било их је 191. Православно парохијско звањ је основано 1777. године, од када се и црквене матрикуле воде. Српски православни храм је посвећен празнику Св. три јерарха, почетком 20. века је у добром стању. Темпло цркве је осликао око 1870. године Илија Димитријевић иконописац из Србије. Постоји ограђена порта и српско православно гробље. Црквено-општински посед је само 9 кј. земље. Парохија је филијала оне у Литоби, нема парохијске сесије, а парох долази из Шумберка (1905).
Поп Јован Комадиновић парох ланчушки (1826), био је купац једне српске књиге у Шумберку.
Поп Лазар Катић, родом из Шаторишта, био је 31 годину парох у Ланчугу, почев од 1852. године, да би прешао 1883.године у Липову. Пренумерант једне књиге био је 1846. године Сава Петровић учитељ.
Доброљуб Катић из Ланчуга је 1866. године напустио сомборски учитељски течај, као понављач. У месту Ланчугу је 1867. године записано 175 Срба становника. По државном попису из 1900. године било је у месту пописано 133 Срба. Црквена општина је у месту почетком 20. века; скупштина је редовна под председништвом Недељка Станковића.
Општина Ланчуг је 1745. године издвајала годишње по 20 ф. за издржавање српске школе. За православни Школски фонд приложила је општина Ланчуг 1867. године 2 ф. 70 новчића. Учитељска плата је те године била 40 ф. и у натури - по 18 пожунских мерова жита и кукуруза, три хвата дрва, пет акова вина, један ланац ораће земље, фртаљ ланца ливаде и слободан стан. Учитељ нови у месној школи имао је те 1897. године да добије 52 ф. од општине и 100 ф. епархијске дотације плати. Био је то 1897. године српски учитељ Н. Пешић. Године 1901. постављена за привремену учитељицу у Ланчугу, Зорка Брзак. Почетком 20. века у месту је српска вероисповедна школа са једним здањем, а има и школски врт. Школски управитељ је био Стева Парлић а школски старатељ Јово Вуковић. А 1905-1907. године ту је учитељица Катица Косовац, родом из Бешке. у школу је полазило 15 ђака на редовну наставу и још десет у недељну школу.
Године 1905. Ланчуг је мала општина у Мохачком срезу. Ту живи 2171 становник у 397 домова. Немци доминирају, а Срба је мало; има их 165 православних душа (или 8%) са 30 кућа. Од српских јавних здања ту је православна црква и народна школа. Од комуникацијских средстава у месту је само пошта.
После Првог светског рата и поделе Барање на два дела — данас мађарски (северни, већи) и хрватски (јужни, мањи), Ланчуг се нашао у сасвим другачијем, неповољнијем положају. Нова граница између Краљевине Мађарске и Краљевине Срба, Хрвата и Словенаца, нашла се на неколико километара од насеља. У следећим годинама већи део Срба (око 200 душа) се иселио у српске делове новообразоване Краљевине Срба, Хрвата и Словенаца.
Године 1962. срушена се српска православна црква у Ланчугу. Остало је српско православно гробље удаљено 200 метара од насеља. Власништво је српске црквене општине, али до њега не иде пут јер је преоран. Запуштено је, зарасло, са половином покрадених споменика. Четири сачувана камена споменика су из 18. века. Старији су са епитафима на црквено-словенском језику, а новији на српском. Гробље је коначно 2014. године санирано, и евидентирано преосталих 50 споменика.